# Играчка
Играчке представљају сва средства којима се деца служе у игри. Овај појам се обично везује за децу или кућне љубимце, мада и одрасле особе и животиње у природи понекад користе играчке. Оне могу бити направљене од дрвета, пластике, метала и других материјала. Поред фабрички произведених играчака, често се у игри употребљавају и предмети са другом основном наменом. Играчке су важне за развој деце, јер се кроз игру развија моторика, координација и уче и стичу различите вештине и знања.
Играчка је материјални елемент игре који својим особинама битно утиче на њен ток и садржаје. Играчка је нужни пратилац игре, чак и када у њој није реално присутна, јер егзистира у дечјем сећању, машти и представама.
Мноштво игара, се обавља уз помоћ материјала који није посебно направљен за ту сврху. Једно од најомиљенијих прибора за игру је кухињско посуђе, затим поједини апарати или њихови делови, старе конзерве...
Играчке, у ужем смислу речи, представљају предмете који су произведени занатски или индустријски да би послужили за игру.
Играчка има васпитно-образовну вредност ако одговара некој од аутентичних потреба детета и омогућава му, својим особинама, активности које доприносе његовом развоју и учењу. Играчке су коришћене још у праисторијско доба. То потврђују разни предмети пронађени током археолошких ископавања.

## Функције играчака
Деци је неопходно обезбедити располагање функционалним, погодним за руковање и безопасним материјалима из свакодневне стварности, њиховим стилизованим копијама и играчкама.
Играчке су потребне деци због учествовања у обичним животним, подражаваним или замишљеним ситуацијама, односно играма, што све изграђује дечју личност и развија способности и припрема за низ функција које их очекују у животу.
Играчке омогућавају детету упознавање сопствених могућности и изражавање оног што је замислило, служе му за маштање, необуздавано испољавање емоција, за успостављање односа са другом децом, ради размене идеја и позитивних емоција. Све ово је неопходно за стицање искуства потребног у читавом каснијем животу и развој његове личности.
Играчке су услов богате, плодне, маштовите, привлачне и развојно подстицајне игре.
Функционална вредност играчке, се огледа у ономе што дете може уз помоћ ње или на њој да учини. Дете преко играчака, долази у додир са стварима са којима иначе, не може да рукује у свету одраслих људи, и успева а да му се, на известан начин приближи, за шта је веома мотивисано.
Играчке у разним врстама игара, имају и различите функције. У играма маште и улога, помажу у стварању замишљене ситуације. У покретним играма служе као реквизит. У конструкторским играма као материјал за остваривање замисли. У стоним, штампаним као схема, према којој или на којој се игра одвија.
Дидактичке игре намењене сређивању дечјег искуства и учењу-лото, квизови ; што је од великог значаја за когнитивни развој...
Формативна вредност играчака, значајна је посебно за социо-емоционални развој деце.

## Врсте играчака
Постоји више критеријума према којима играчке могу да се разврстају. Уколико једна играчка може да се разврста, према више показатеља, утолико су и веће могућности њеног коришћења, као и њена васпитно-образовна вредност.
Критеријуми према којима је могуће разврстати играчке су следећи:
- Функција у игри (садржај, материјали и циљеви игре);
- Узрасти на којима се играчка користи;
- Материјал од кога су играчке направљене(дрво, метал, пластика, гума, разне тканине, кожа..)
- Степен уобличености(готове, полуготове и играчке-материјали)
- Сезона у којој се користе(летње, зимске и др.)
- Место на коме се користе (у соби, на поду, на столу, игралишту...)
- Број играча које ангажују;
- Порекло(природни материјал, вештачки материјали, куповне играчке)
- Намена (за рекреацију, за терапију, за децу која се развијају у границама нормале, за децу ометену у развоју);
- Покретљивост(стационарне-непокретне: тобоган, пешчаник...)
- Начин на који се покрећу(ручно - вучењем и гурањем; механички-на навијање, електромотором...)
- Облик и величина.

## Узраст као критеријум за класификацију играчака
Узраст утиче на функцију играчака у дечјој игри.
Постоје играчке за све узрасте(лопте), али се начин њене употребе разликује у разним периодима живота детета.
Млађа деца, под утиском новине, дуже времена проводе упознајући играчку коју срећу први пут, док старија, после краћег увида, прелазе на њено брже систематско испитивање. Суочена са више нових предмета, млађа деца се опредељују за један од њих, занемарујући друге, док старија све систематски разгледају и опробавају. Старије дете ће ставити лутку у обичну кутију замишљајући да је кревет, док млађи желе прави креветац за лутке, умањену копију реалног кревета. То значи да се игра маште развија у правцу све већег удаљавања од виђене ситуације ка замишљеној, мисаоној ситуацији, када се сама активност све више одваја од предмета који су за то потребни. На старијим узрастима, можемо срести и игре без материјалног ослонца на играчке.
Полазећи од поменутих карактеристика дечје игре, њене функције и потреба деце на разним узрастима, направљена је и следећа подела играчака које се препоручује за поједине узрасте у току предшколског детињства:
- Од 3-4 године:

Сликовнице, лутке и одећа за њих, креветић или колевка за лутку, прибор за ‘’прање” и ‘’пеглање” луткине одеће,’’посуђе и прибор за кување”, кухињски намештај, телефон, прибор за песак и воду, боје и веће четкице, папир, крупније воштане креде, тесто, глина, лопте разних димензија, коњић за љуљање, кутије... Крупније дрвене играчке на точковима које се могу вући. Једноставан прибор за сечење и лепљење(маказе са заобљеним врхом), илустроване ревије и плакати за сечење, већи дрвени блокови и комади дасака, аутомобилске гуме, дрвени авиони и возила, тобоган, једноставнија одећа за прерушавање.
- Од 4-5 година:

Исте играчке, које се користе на ранијем узрасту. Затим, обруч, прибор за игре лекара, кувара... Уз више одеће за прерушавање, уже за прескакање и пењање, писте за аутомобилчиће, компликованије пазле, слагалице и мозаици, гињол лутке, мноштво разноврсног прибора за сликање, цртање, лепак, колаж папир, перле за низање, пластелин, шатор и кућица...
- Од 5-6 година:

Исте играчке, које се користе на ранијем узрасту. Са још више материјала за сликање, цртање и моделовање, конструкторски материјали компликованије структуре и са ситним елементима, мозаици, мноштво одеће и реквизита за прерушавање и маскирање, стоне штампане игре, домине, карте, пазле, мали бицикл, вијача, чигра, фудбалска лопта, разни материјали за драмске игре- Породице и Продавнице... затим лутке и намештај за њих, играчке са ликовима животиња, аутомобилчићи...
- Од 6-7 година:

Исте играчке које се користе на ранијем узрасту. Реквизити за бадминтон, играчке за гађање, змај, лопте разних врста, лутке које су у стању да изводе разне радње и одговарајућа опрема, компјутерске игре, још више материјала за разне врсте стваралаштва, играчке које припремају децу за школу(игровни листови из математике, природе и друштва, којима се вежба графомоторика), дидактичке игре, игре стратегије...
Узраст није нарочито прецизан критеријум за одређивање, када ће се којем детету понудити која играчка. Све зависи од индивидуалних склоности детета, степена његовог развоја, искуства, склоности. Васпитач може да погреши, нудећи детету играчку коју оно не може да разуме, нити да рукује њоме. Уколико дете добије играчку сувише рано биће обесхрабрено својом неспособношћу, да је употреби на прави начин и вероватно ће је одбацити изгубивши стрпљење у узалудним покушајима да је превазиђе.

## Играчке за перцептивно-моторне активности
То су активности у којима дете делује и постиже шта жели првенствено помоћу својих чула и мишића. Оне су посвећене стицању вештине чулне контроле кретања, координације крупних мишићних група и фине мишићне координације. У њима дете учи да врши оне покрете тела који су потребни за прилагођавање захтевима простора и времена и објеката распоређених у њима.
- Крупна моторика(глобални покрети тела, руку и ногу, њихова координација, одржавање равнотеже: тротинети,бицикли, обручи, конопци за прескакање, змајеви, лопте, тобогани, играчке за плажу, играчке које подстичу на вучење, гурање и ношење, све спортске играчке...
- Ситна моторика (фина мишићна координација, усклађивање ока и руке, прецизно коришћење ситних мишићних група): слагалице, боцкалице, играчке које се састављају и растављају...

## Играчке и развој друштвености
Играчке доприносе социјализацији деце. Оне омогућавају развој социјалних особина кроз идентификацију имитацију, проширивање дечјег социјалног искуства, чиме се формирају основна знања о људима, као и друштвеним односима. То могу бити такмичарске игре, као и све друге игре са правилима којима се развија социјална интелигенција, социјализовано понашање, култивишу позитивне и конструктивне емоције... Играчке које доприносе развоју друштвености, између осталог су: лутке, плишане меце и друге играчке за миловање, глатке и чупаве, телефон, комплети намештаја, прибор за кување и јело, опрема за поједине послове и професије-лекар, милиционер, трговац... Комплети играчкица од којих се саставља фарма, гаража... Кућица за лутке са прибором, аутомобилчићи, колица, возићи, бродићи, багери, дизалице, покретани на разне начине... Карте, игре типа- Не љути се човече-, игре бројевима и словима.

## Играчке које доприносе развоју интелигенције и учењу
Игре овим играчкама се карактеришу тиме што су смишљене, подразумевају планирање и коришћење схема и модела, укључујући такве поступке, као што је резоновање, увиђање и изумевање. Што се најбоље може илустровати решавањем игровних проблема.
Играчке, захваљујући којима се развија интелигенција и деца уче, су склапалице, конструктори за ређање и грађење, дидактичке играчке, једноставни механизми који се састављају, комплети за експериментисање, игре са питањима и одговорима, игре које захтевају запажање, памћење и размишљање, откривање законитости.
Друштвене игре стратегије: домине, парне слике, играчке типа Црни Петар, лото, шах, даме, мице, лавиринти и слично.

## Играчке које доприносе развоју комуникације и стваралаштва
Најобимније активности су игре маште или игре улога у којима деца врше симболичке имитације, опонашајући гестовима, подражавајући ситуације, идентификујући се са разним личностима и представљајући улоге у збивањима чији је сиже узет из свакодневног живота. Миљеници деце постају лутка или плишани меца. Дете има потребу да изрази своја искуства и осећања у разним облицима, као што су тродимензионално представљање(прављење модела од разних материјала), као и дводимензионално представљање(уобличавање шара, сликање и цртање)... Играчке којима се то постиже, су различити структуирани или неструктуирани материјали:песак, глина, пластелин... Затим различити мозаици, колажи, перле за низање, градитељски прибор, реквизити потребни за прерушавање и позоришни реквизити.

## Историја
Играчке су откривене на локацијама античких цивилизација. Оне су записане у неким од најстаријих књижевних дела. Играчке ископане из области цивилизације долине Инда (3010–1500. п. н. е.) обухватају мала кола, звиждаљке у облику птица, и играчке у виду мајмуна који могу да клизају низ канап.
Најраније играчке су прављене од материјала пронађених у природи, као што су камење, штапови и глина. Пре неколико хиљада година, египатска деца су се играла луткама које су имале крила и покретне удове, и које су биле направљене од камена, керамике и дрвета. У античкој Грчкој и античком Риму, деца су се играла луткама направљеним од воска или теракота, штаповима, луковима и стрелама, и јо-јоима. Када би грчка деца, поготово девојке, достигле одређени узраст, било је уобичајено да жртвују играчке свог детињства боговима. Уочи њиховог венчања, младе девојке од око четрнаест година би понудиле своје лутке у храму као обред прелаза у одрасло доба.
Најстарија позната механичка слагалица такође потиче из Грчке и појавила се у 3. веку п. н. е. Игра се састојала од квадрата подељеног на 14 делова, а циљ је био да створе различити облици од ових комада. У Ирану су пронађене древне „бравасте слагалице”.

### Период просветитељства
Играчке су постале све распрострањене са променама ставовима према деци, које је изазвала ера просветитељства. Деца су почела да се посматрају као људи у себи и за себе, за разлику од продужетака њиховог домаћинства и да имају право да цветају и уживају у свом детињству. Разноврсност и број играчака који су произведени током 18. века непрестано расте; Џон Спилсбери је изумео прве слагалице 1767. да би помогао деци да науче географију. Он је створио слагалице на осам тема - свет, Европа, Азија, Африка, Америка, Енглеска и Велс, Ирска и Шкотска. Коњић за љуљање (на луковима) је развијан у исто време у Енглеској, и посебно је био заступљен у богатијим слојевима друштва, је се мислило да развија равнотежу деце неопходну за јахање стварних коња.
Дување мехурића од преосталог сапуна за прање постала је популарна забава, као што је приказано на слици Сапунични мехур (1739) уметника Жан Батист Симеон Шардена. Друге популарне играчке су биле обручи, колица, змајеви, коловрати и марионете. Прве игре на табли је произвео Џон Џефрис током 1750-их, међу којима је било Путовање кроз Европу. Игра је била врло слична модерним игрицама на табли; играчи су се кретали дуж стазе с бацањем коцкице (четворострана чигра за коцкање је заправо кориштена) и спуштање на различита места би или помогло или ометало играча.
У деветнаестом веку, нагласак је стављен на играчке које су имале образовне сврхе, као што су слагалице, књиге, карте и игре на табли. Такође су биле популарне религиозне тематске играчке, укључујући и модел Нојеве барке са минијатурним животињама и предметима из других библијских сцена. Са растућим просперитетом међу средњом класом, деца су имала више слободног времена на рукама, што је довело до примене индустријских метода у производњи играчака.
Дошло је до изума сложенијих механичких и оптичких играчака. Карпентер и Вестли су почели са масовном продукцијом калеидоскопа, који је изумео Сер Дејвид Брустер 1817. године, и продато је преко 200.000 примерака у року од три месеца у Лондону и Паризу. Ова компанија је такође масовно производила чаробне лампе за употребу у фантазмагорији и у галантским представама (пантомими произвођеној бацањем сенки луткарских фигура на екран или зид), захваљујући томе што су развили методу масовне производње користећи процес штампања бакарних плоча. Популарне слике на светиљкама су обухватале краљевску породицу, флору и фауну, и географске/вештачке структуре из целог света. Модерни зоотроп је изумео 1833. године британски математичар Вилијам Џорџ Хорнер и био је популаризован током 1860-их. Дрвене и порцеланске лутке у минијатурним кућицама за лутке биле су популарне код девојчица средње класе, док су се дечаци играли кликерима и возовима за децу.

### Масовно тржиште
Златно доба развоја играчки је било на прелому 20. века. Стварне плате стално су расте у западном свету, омогућавајући чак и породицама из радничке класе да приуште играчке за своју децу, а индустријске технике прецизног инжењеринга и масовне производње биле су у стању да омогуће снабдевање за задовољавање све веће потражње. Интелектуални нагласак је све више стављан на важност здравог и сретног детињства за будући развој деце. Вилијам Харбут, енглески сликар, изумео је пластелин 1897. године, а индустријска производња тог материјала као играчке за децу је почела 1900. године. Франк Хорнби био је визионар у развоју и производњи играчака и био је одговоран за проналазак и производњу три најпопуларније линије играчака на темељу инжењерских принципа двадесетог века: Мекано, Хорнбијев модел жељезнице и Динки играчке.
Мекано је био модел грађевинског система који се састојао од вишекратно употребљивих металних трака, плоча, угаоних профила, носача, точкова, осовина и зупчаника, са наврткама и вијцима за повезивање комада и омогућавање изградње радних модела и механичких уређаја. Динки играчке су прокрчиле пут за производњу млазно ливених играчака у виду аутомобила, возова, бродова и железничких модела који су постали популарни током 1920-их. Предузеће Бритен'с је произвело револуционарни напредак у производњи војника играчака са изумом процеса ливења перманентним калупом од олова 1893. године. Производи ове компаније су били индустријски стандард дуго година.
Слагалице су исто тако постале веома популарне. Године 1893, енглески правник Анџело Џон Луис, пишући под псеудонимом професора Хофмана, написао је књигу Слагалице старе и нове. Она је садржала, између осталог, више од 40 описа загонетки са тајним механизмима отварања. Ова књига је прерасла у референтни рад за загонетне игре и била је веома популарна у то време. Слагалица Танграм, оригинално из Кине, се проширила у Европу и Америку у 19. веку.
Током Другог светског рата, неки типови играчака су креирани случајним иновацијама. Након покушаја стварања замене за синтетичку гуму, Американац Ерл Л. Ворик је омашком изумео „нати пути” током рата. Касније је Питер Ходгсон препознао потенцијалну примену у виду дечије играчке и настао је интелигентни пластелин. Слично томе, Плеј-дау је оригинално креиран као средство за чишћење тапета. Године 1943 Ричард Џејмс је експериментисао са опругама у оквиру војних истраживања кад је запазио да се једна опушта и пада на под. Био је заинтригиран начином на који је опруга поскакивала по поду. Он је провео пар година фино подешавајући дизајн како би пронашао најбољи однос челика и намотаја; резултат је био Слинки, који је продаван у продавницама широм Сједињених Држава.
Након Другог светског рата како је друштво постајало све богатије, и пошто су постале доступне нове технологије и материјали (пластике) за производњу играчака, оне су постале јефтине и свеприсутне у домаћинствима широм Западног света. Међу најпознатијим производима из 1950-их година била је линија шарених међусобно повезујућих пластичних опека данске компаније Лего, Рубикова коцка, Мистер глава кромпира, Барбика и Акшн мен. У данашње време постоје компјутеризоване лутке које могу да препознају и идентификују предмете, глас свог власника и да бирају међу стотинама унапред програмираних фраза своје одговоре. Материјали од којих су праве играчке су се променили, шта играчке могу да чине се променило, али чињеница да се деца играју са играчкама није.

## Галерија
- Дрвени коњ за љуљање - Етнографски музеј у Београду
- Аутомобил на педале
- Плехана играчка на навијање
- Дрвени аутомобил играчка - Етнографски музеј у Београду
- Дрвени аутомобил играчка - Етнографски музеј у Београду
- Плехана играчка на навијање
- Плехана играчка на навијање
- Плехана играчка на навијање
- Дечије касице
- Метална чигра
- Плишани меда
- Луткице од лиснатог омота клипа кукуруза
- Глинене играчке, старије и млађе жељезно доба, Музеј Републике Српске